# Centropyge aurantonotus
Centropyge aurantonotus là một loài cá biển thuộc chi Centropyge trong họ Cá bướm gai. Loài này được mô tả lần đầu tiên vào năm 1974.

## Từ nguyên
Từ định danh của loài được ghép bởi hai từ trong tiếng Latinh: aurantia ("màu cam") và notus ("lưng"), hàm ý đề cập đến màu sắc của vùng đầu, lưng và vây lưng của chúng.

## Phạm vi phân bố và môi trường sống
C. aurantonotus được ghi nhận từ các đảo quốc trong Tiểu Antilles trải dài dọc theo vùng bờ biển Nam Mỹ, xa về phía nam là đến bang São Paulo, Brasil, nhưng cũng đã có những báo cáo về sự xuất hiện của loài này ở ngoài khơi bang Santa Catarina (Brasil).
C. aurantonotus sống trên các rạn san hô viền bờ và các mỏm đá ngầm trên nền đáy đá vụn, thường tập trung gần các rạn san hô nhánh Acropora cervicornis. C. aurantonotus được quan sát phổ biến ở độ sâu từ 15 trở xuống; độ sâu lớn nhất mà loài này được thu thập là 300 m, ngoài khơi đảo quốc Saint Lucia.

## Mô tả
C. aurantonotus có chiều dài cơ thể tối đa được biết đến là 7,5 cm. C. aurantonotus có màu xanh lam thẫm, ngoại trừ toàn bộ vùng đầu, hầu hết vây lưng và thân trên là có màu vàng kim đến màu cam. Bao quanh mắt là một vòng tròn màu xanh lam sáng. Mống mắt màu cam. Vây ngực trong suốt, các vây còn lại có dải viền màu xanh óng ở rìa. Vây lưng sau có màu xanh thẫm.
C. aurantonotus có kiểu hình khá giống với hai loài, là Centropyge argi và Centropyge resplendens. Toàn bộ cơ thể C. argi có màu xanh lam thẫm, ngoại trừ đầu và ngực là màu vàng cam. Còn C. resplendens và C. aurantonotus có thể được phân biệt qua màu sắc vây đuôi và vùng đầu: đuôi màu vàng cam ở C. resplendens và xanh thẫm ở C. aurantonotus, còn đầu của C. aurantonotus hoàn toàn là màu vàng cam, trong khi đầu của C. resplendens có màu xanh thẫm (chỉ có mõm màu vàng).

## Sinh thái học
Thức ăn của C. aurantonotus là tảo và hải miên (bọt biển).

## Thương mại
C. aurantonotus là một loài cá cảnh được đánh bắt khá phổ biến. Theo thống kê năm 2006, C. aurantonotus đứng thứ 5 trong danh sách những loài được xuất khẩu ở Brasil. Loài này cũng đã được nhân giống trong điều kiện nuôi nhốt. Nhiệt độ thích hợp để trứng có thể nở là từ 24 đến 28oC.

### Trích dẫn
- R. Lubbock; R. D. Sankey (1975). "A new angelfish of the genus Centropyge (Teleostei: Pomacanthidae) from Ascension Island". Bulletin of the British Museum (Natural History) Zoology. Quyển 28 số 5. tr. 227–231.